# Escuela del Trabajo
Escuela del Trabajo fue una revista pedagógica mensual publicada por la Asociación de Trabajadores de la Enseñanza de Orense (A.T.E.O.). Dirigida por Albino Núñez Domínguez, también presidente de la A.T.E.O., pretende aglutinar a los maestros orensanos para tratar
«todos aquellos temas de acento profesional que no quebranten la cordialidad de la clase, ni ataquen las últimas conquistas del espíritu liberal llevadas a cabo en los territorios laicos de la enseñanza».
Lo entrecomillado corresponde al editorial del primer número de la publicación, donde se añade:
«Nuestros colaboradores  pueden traer a ella, atentos a las anteriores limitaciones, aquellos problemas de ámbito científico que, sin estar directamente ligados a los fueros de la Pedagogía, señalen una posición solvente y una inquietud en trámite.
Como puede apreciarse, el propósito inicial se caracteriza por la moderación y la profesionalidad.
La Escuela del Trabajo se publicó ininterrumpidamente y con regularidad, de marzo a agosto de 1932, ambos inclusive. En ella colaboraron, entre otros:
- Albino Núñez Domínguez
- Abel Carbajales
- Baltasar Vázquez
- María Delia Osorio
- Concepción R. de Maceda
- Manuel Sueiro Iglesias
- Antonio Couceiro Freijomil
- Luis Soto
- Raúl González Gómez

El 17 de julio de 1932, en una Asamblea de la A.T.E.O., el miembro del Consejo de Redacción Eligio Núñez «tacha la actuación del Director de Escuela del Trabajo de moderada, respetuosa y personalista. Interviene Albino Núñez Dominguez para rectificar lo dicho, negando la verdad de tales acusaciones». Presenta su dimisión cuando el número de agosto estaba en prensa.
A partir de aquí, la Revista pasa a denominarse Escuela de Trabajo. Los contenidos se radicalizan y ello genera cierta desazón en algunos sectores de la docencia. Asimismo se producen alternancias en la Dirección y en el Consejo de Redacción.
En mayo de 1934, se anunció que Albino Núñez Domínguez volvería a hacerse cargo de la Dirección de la Revista, pero ésta no volvió a editarse debido a problemas políticos del momento.
Tanto en la etapa moderada como en la más radical, la revista fue cauce decisivo de una etapa en la que el colectivo docente orensano, por sus lecturas especializadas, debates y colaboraciones, llegó a alcanzar un alto grado de cualificación profesional.
- Datos: Q8778286